# Evangelische Kirche Allna

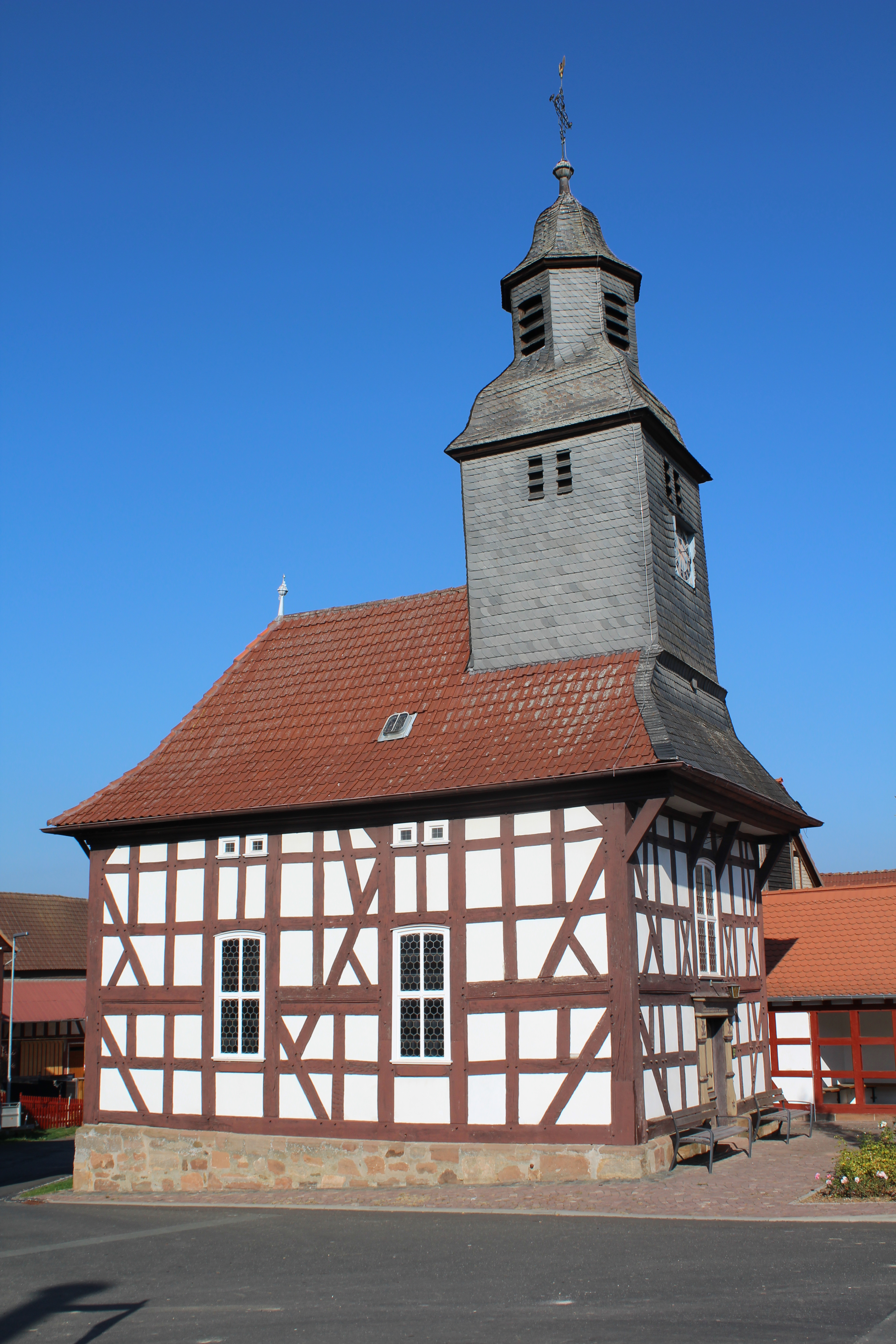
Ansicht von Süden

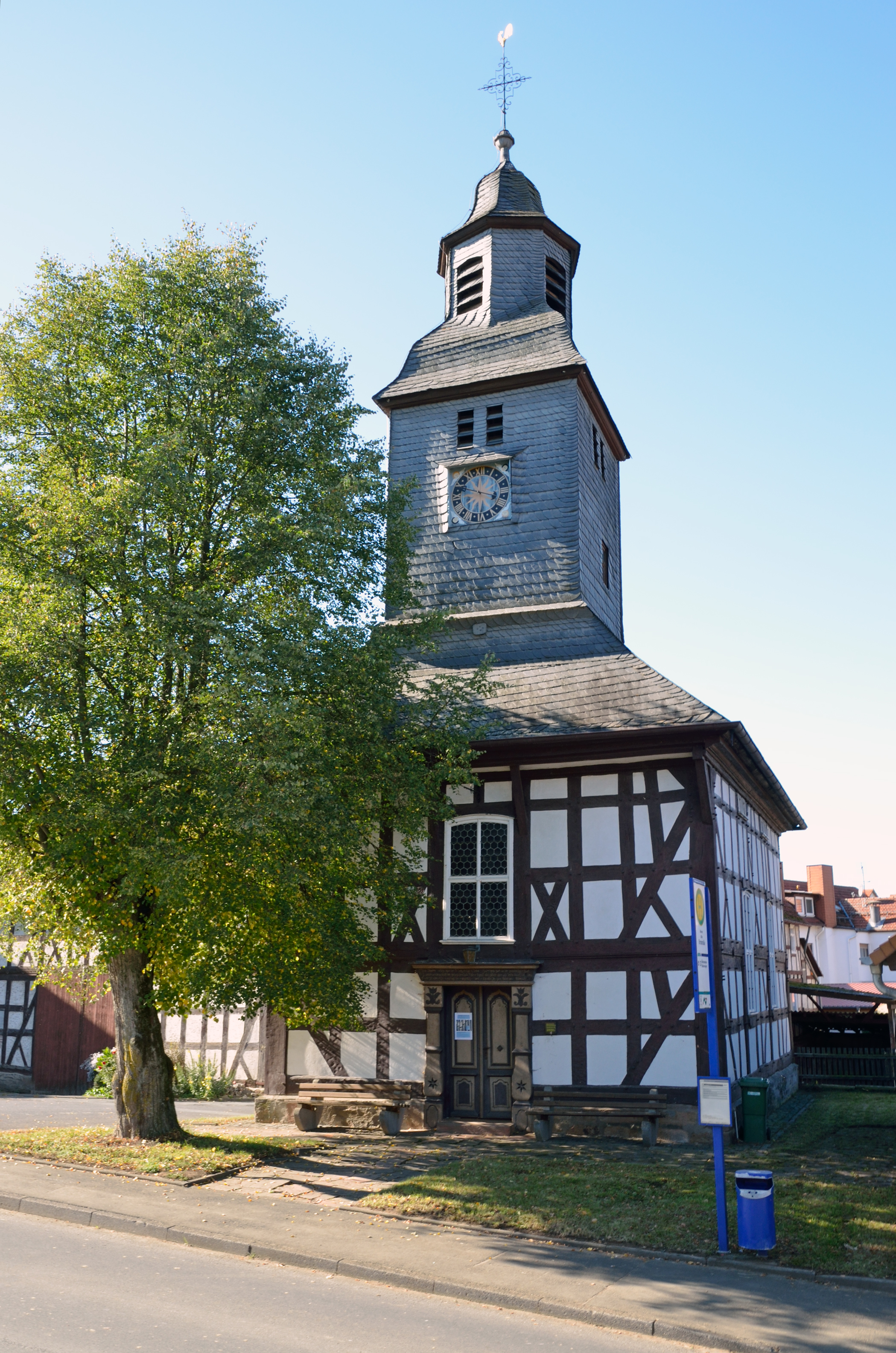
Ansicht von Osten

Die evangelische Kirche ist eine denkmalgeschützte Fachwerkkirche in Allna, einem Ortsteil der Gemeinde Weimar im Landkreis Marburg-Biedenkopf (Hessen). Sie gehört zur Kirchengemeinde Oberweimar im Kirchenkreis Marburg der Evangelischen Kirche von Kurhessen-Waldeck.

## Geschichte
Allna gehörte im 15. Jahrhundert zum Sendbezirk Oberweimar. Die Reformation wurde um 1527 vermutlich durch Pfarrer Ludwig Schenck aus Oberweimar eingeführt und der Ort 1577 nach Oberweimar eingepfarrt. Das Patronatsrecht hatten seit dem 16. Jahrhundert die Schencken zu Schweinsberg inne. Im Jahr 1582 wurde eine Kapelle in Allna erstmals erwähnt und möglicherweise auch im selben Jahr gebaut. 1592 wurde die große Glocke und 1751 von Johann Jakob Melchior Derck die kleine Glocke gegossen, die beide in die neue Kirche übernommen wurden und erhalten sind. Wochengottesdienste sind ab 1592 bis ins 19. Jahrhundert nachweisbar. An Sonn- und Feiertagen musste die Gemeinde die Gottesdienste in Oberweimar besuchen. Die Kirchengemeinde wechselte 1604 zum reformierten Bekenntnis und kehrte 1624 wieder zum lutherischen zurück. Die Reformierten in Allna und den umgebenden Orten baten 1681 von Landgraf Karl um die Erlaubnis, bis zu viermal im Jahr in der Kapelle Allna einen Gottesdienst mit Abendmahl unter der Leitung eines Marburger Theologen feiern zu dürfen, was ihnen ein Jahr später genehmigt wurde. Trotz laufenden Unterhalts wurde die Fachwerk-Kapelle in der zweiten Hälfte des 18. Jahrhunderts baufällig. So heißt es 1755: „in Allna wolle die Kirche über einen Haufen fallen, wie solches zu Kehna bereits vor 10 Jahren geschehen wäre“. Tatsächlich stürzte die Kapelle 1756 ein. Die Glocken wurden anscheinend zwischengelagert, das Schieferdach 1765 entfernt und 1770 die Kirche abgetragen.
1780 richtete die Gemeinde an den Oberweimarer Pfarrer den Wunsch nach einer neuen Kirche: „Die Gemeinde Allna ist willens, eine neue Kirche mit lauter Holz auf 3 Fus Mauer über der Erden zu stellen, welche an der Länge 36 und an der Weyde 24 Fus werden soll, es bestehet die Gemeinde in 21 Gemeindsmann und 4 Beysitzer, so eygene Häußer haben.“ Den Entwurf lieferte Landrat Schenck zu Schweinsberg. Nach Diskussionen über den Grundriss, die Stellung der Kanzel und die Finanzierung wurde der Vertrag am 6. November 1781 zwischen dem Pfarrer, zwei Bauaufsehern und dem Zimmermeister Johann Georg Blöcher aus Achenbach geschlossen, der dann vom Landrat Schenck genehmigt wurde. Blöcher hatte 1781 die Evangelische Kirche Runzhausen gebaut. Der Vertrag mit dem Maurermeister Johann Jacob Reitz aus Oberdieten folgte am 29. April 1782. Nach Abschluss der Maurer- und Zimmermannsarbeiten am 24. Mai 1782 schloss die Gemeinde am 8. Juni einen Vertrag mit dem Steindeckermeister Friedrich Hertzhäuser von Marburg und am 20. August einen Vertrag mit Schreinermeister Johann Henrich Bruder aus Niederweimar. Nachdem die Steindeckerarbeiten am 25. August vollendet worden waren, gingen der Gemeinde die finanziellen Mittel aus. Glasermeister Johann Henrich Urff aus Marburg fertigte die Fenster. Wohl am 24. April 1783 fand die Einweihung der Kirche statt. Weitere Innenarbeiten zogen sich bis 1785 hin.
Bei einer größeren Renovierung im Jahr 1841 wurde der Boden mit Sandsteinplatten belegt. Eine Innen- und Außenrenovierung wurde 1907 durchgeführt. In diesem Zuge wurde der Verputz des Fachwerks entfernt. Das Fachwerk erhielt vorstehende Holznägel und einen Anstrich, ebenso die Gefache. Die Schnitzereien wurden durch eine farbige Fassung hervorgehoben und die obersten Gefache mit floralen Malereien verziert. Zudem wurden zwei Gefache neben dem Portal mit Sprüchen bemalt. Im Inneren wurden die Emporenbrüstung und die Westwand mit Ornamentbändern verziert und die beiden Inschriften mit neuen Sprüchen übermalt. 1930 fand eine Außenrenovierung statt, bei der die Gefache wieder schlicht bemalt wurden. 1976 wurde das Biberschwanzdach durch Falzziegel und die beiden Gauben durch Dachfenster ersetzt und 1988 der Dachreiter neu geschiefert. Er musste nach einem Blitzschlag am 25. Juli 1989 repariert werden. Große Teile des Holzwerks wurden 1995 erneuert, die Gefache geweißt, unterhalb der Traufen kleine Fenster eingelassen und die vermutlich bauzeitlichen Inschriften freigelegt.

## Architektur

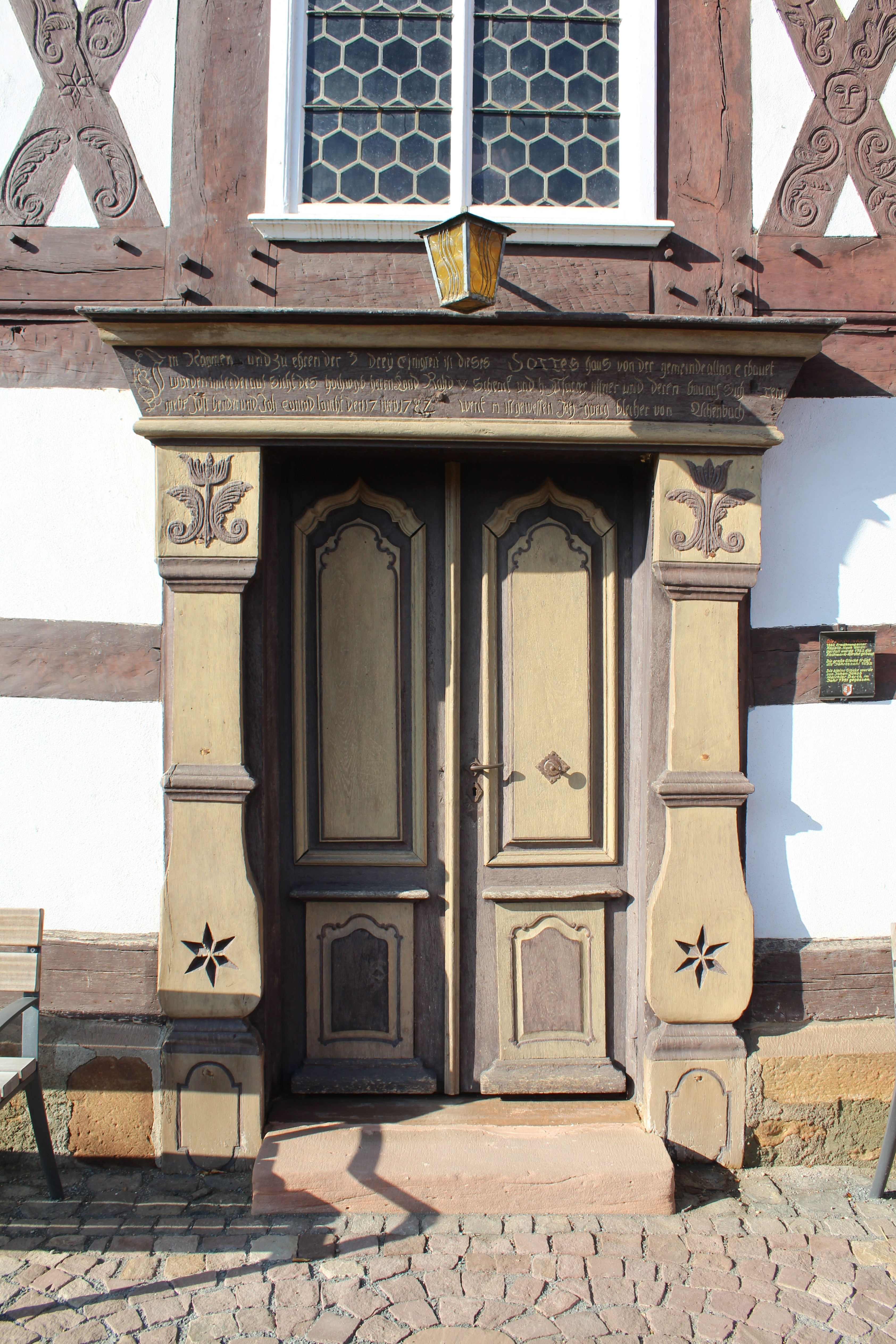
Geschnitztes Ostportal

Die Fachwerkkirche ist im Ortszentrum in leichter Hanglage auf rechteckigem Grundriss über einem Sockel aus Bruchsteinmauerwerk aus meist unbehauenen Sandsteinen an der Stelle der Vorgängerkapelle errichtet. Der zweigeschossige Stockwerkbau hat durchgehende Eckständer und weist Riegelzonen mit Eckstreben und Mittelstreben mit Gegenstreben auf. Die kleinen Gefache sind mit Lehmsteinen ausgemauert. Zwei Gefache mit Andreaskreuzen, die reich geschnitzt sind, flankieren das Ostfenster über dem Portal. Der Innenraum wird durch sechs viergeteilte hochrechteckige Fenster mit flachem Segmentbogen belichtet. In die Langseiten sind in mittlerer Höhe je zwei Fenster und in der oberen Hälfte der beiden Giebelseiten mittig je ein Fenster eingelassen. Zusätzlich finden sich oberhalb der Fenster im Süden und Norden je zwei kleine viereckige Fenster direkt unterhalb der Dachtraufe, die 1995 entstanden. Das Ostportal wird von zwei Pilastern flankiert, die einen Architrav stützen und mit Flachschnitzereien (sechsstrahliger Stern am Fuß und Tulpe mit Blättern am Kapitell) verziert sind. Der Sturz trägt die Bauinschrift: „Im Nahmen und zu Ehren der H[eiligen]. Dreyeinigkeit ist dieses GOTTEShaus von der Gemeinde Allna erbaut / worden unter der Aufsicht des Hochwohlg[e]b[orenen]. Herrn Landrahd v. Schenk und H[errn]. Pfarrer Ussner und deren Bauaufsichtern / Grebe Jost Bender und Joh. Conrad Laucht dem [1]7. Mey 1782 Werck M[eister] ist gewessen Joh. Goerg Blecher von Achenbach.“
Dem an drei Seiten mit Ziegeln bedeckten Walmdach ist im Osten ein mächtiger, vollständig verschieferter Haubendachreiter aufgesetzt. Das überhängende Dach an der Ostseite ist ebenfalls verschiefert und wird von Streben gestützt. Der Turm hat einen quaderförmigen Schaft, der als Glockenstube dient und in den 1976 an jeder Seite zwei schmale Schallöffnungen eingelassen wurden. An der Ostseite ist das Zifferblatt der Turmuhr von 1788 angebracht. Ein geschwungenes Dach bildet den Übergang zum kleineren, achtseitigen Obergeschoss, das vier Schallöffnungen hat. Der Haubenhelm wird von einem Turmknauf, einem verzierten Kreuz und einem vergoldeten Wetterhahn bekrönt.

## Ausstattung

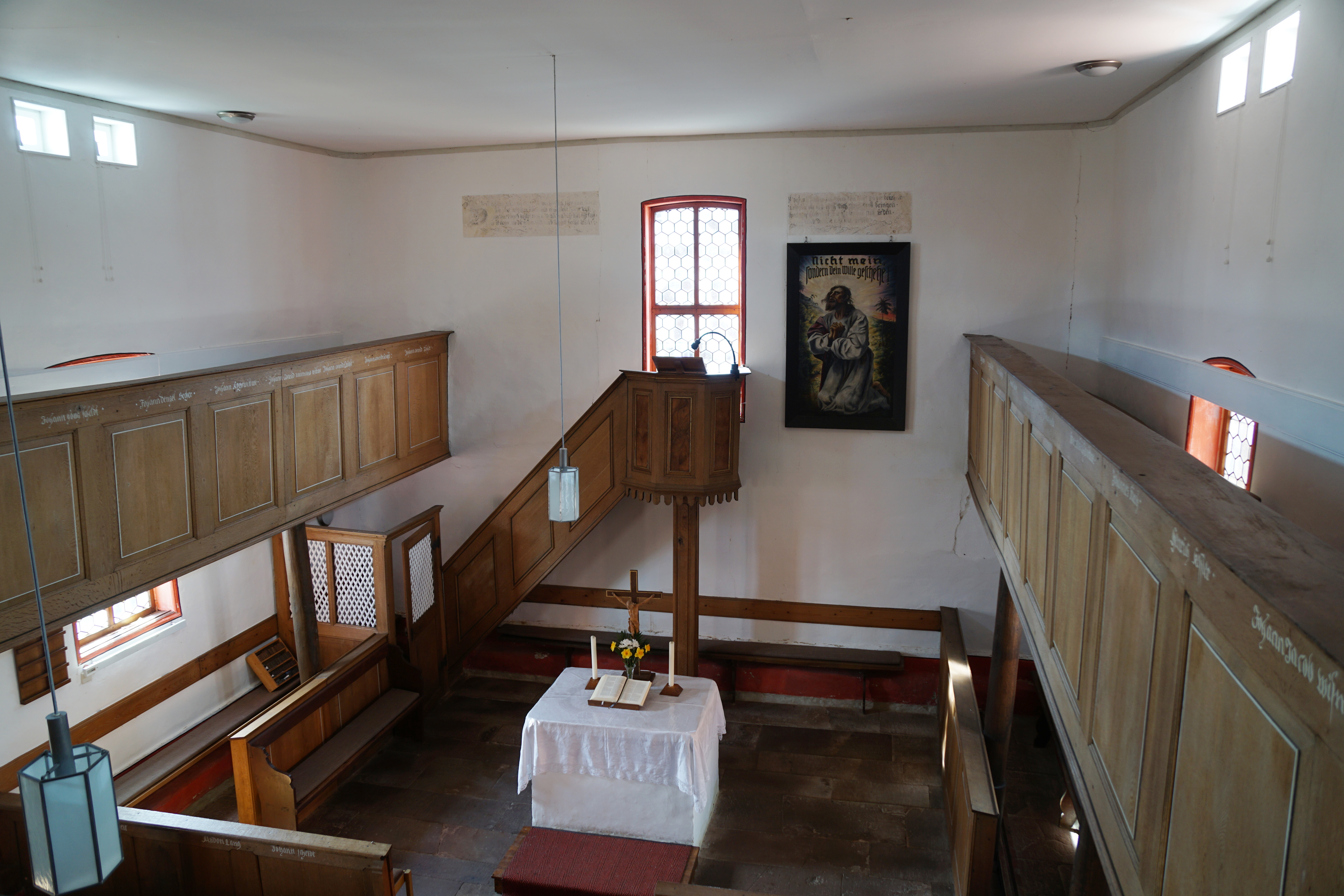
Innenraum Richtung Altar (Westen)

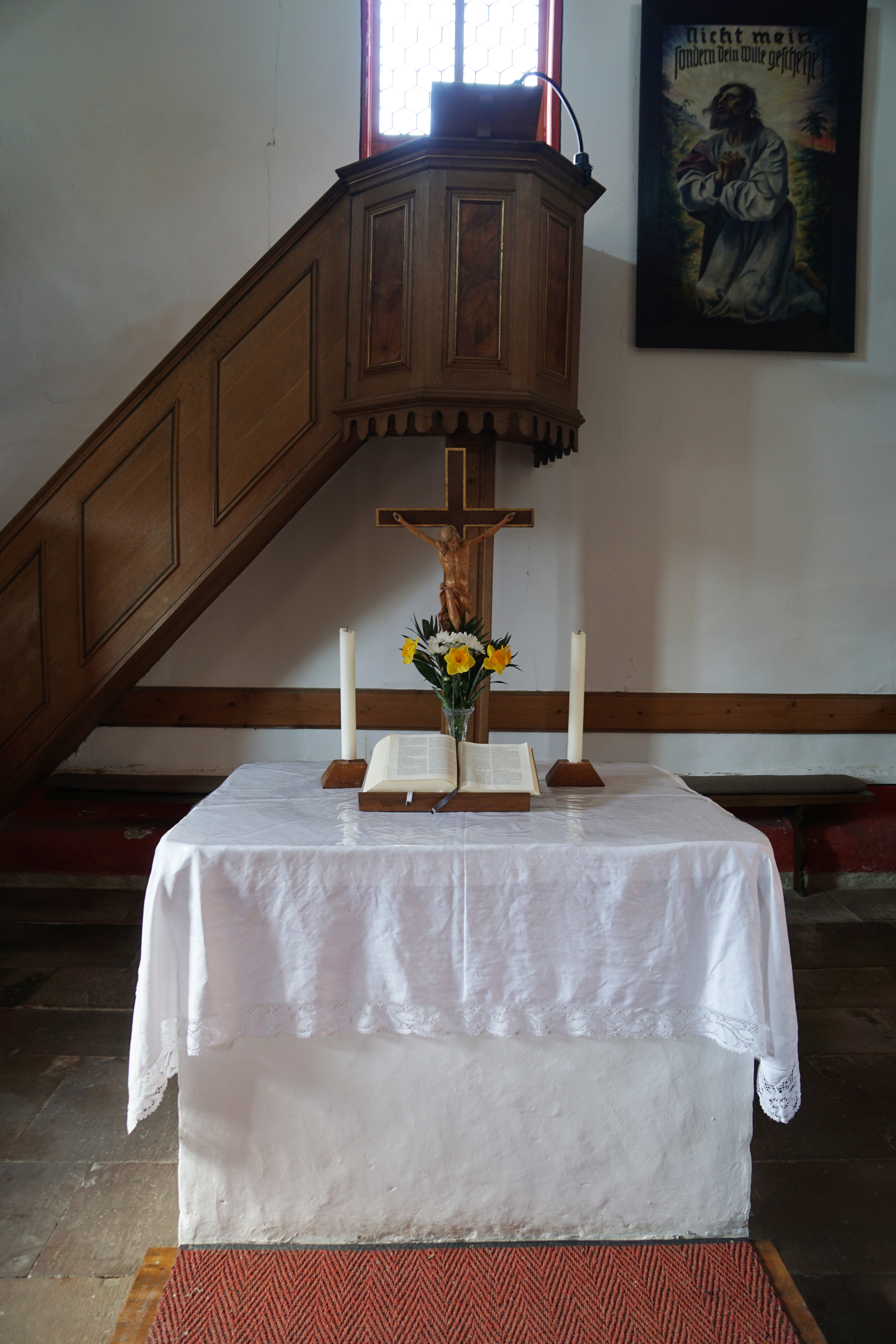
Altar und Kanzel

Der Innenraum wird von einer Flachdecke mit Voute abgeschlossen und ist gewestet. Der Boden ist seit 1841 mit Platten aus rotem Sandstein belegt. Die originale Kirchenausstattung ist weitgehend holzsichtig oder holzfarbig. Eine dreiseitig umlaufende Empore ruht auf runden Säulen und wird bis an die Westwand geführt. Die Ostempore über dem Portal dient als Aufstellungsort für die Orgel und trägt als Inschrift den Bibelvers „Seid fröhlich in Hoffnung / geduldig in Trübsal / haltet an am Gebet / Römer 12 / Vers 12“ und darunter den Friedensgruß „Friede sei mit euch!“ Beide Inschriften wurden vermutlich 1907 angebracht. Die Emporenbrüstungen haben schlichte, hochrechteckige profilierte Füllungen, über denen an den Langseiten innen und außen die Namen der Kirchgänger in Weiß gemalt sind. Das schlichte Kirchengestühl lässt einen Mittelgang frei. Auch auf den vorderen vier der jeweils sechs Bankreihen sind die Namen für die Platzinhaber aus der Bauzeit zu lesen.
Der aufgemauerte Blockaltar ist weiß verputzt und hat eine überstehende Mensaplatte, auf dem ein kleines Kruzifix des Dreinageltypus aufgestellt ist. Die Gemeinde hatte es 1878 aus Stettin gekauft und durch den örtlichen Schreiner mit einem Holzkreuz versehen lassen. Dahinter ist unter dem Westfenster die Kanzel auf einem viereckigen Fuß aufgestellt. Der linksläufige Kanzelaufgang hat rhomboide und der polygonale Kanzelkorb hochrechteckige Füllungen, die marmoriert bemalt sind. In der Südwestecke ist ein Pfarrstuhl eingebaut, der in der oberen Hälfte durchbrochenes Rautenwerk hat und der den Zugang zur Kanzeltreppe ermöglicht.
Links der Kanzel ist die alte freigelegte Inschrift  mit einem Liedvers in Fraktur gemalt: „Gib, daß wir es innig lieben, Ernstlich, ohne Heuchelschein das darin befohlen üben und nicht bloße Hörer seyn; denn wer Deinen Willen weiß und ihn doch nicht thut mit Fleiß, der ist ärger als die Heiden und wird doppell Streiche leiden.“ Rechts der Kanzel zeigt ein modernes Bild die Getsemaniszene. Darüber ist ein weiterer Liedvers angebracht: „Hilf daß alle Sünder sich durch dein Wort zu dir bekehren und wir alle, Gott, durch Dich gern voll bringen, was wir hören, Daß wir alle fromm auf Erden und D[…] selig werden.“ (Johann Andreas Cramer). Die Inschriften können bauzeitlich sein und gehen möglicherweise auf Georg Ernst Justus Kayser zurück.

## Orgel

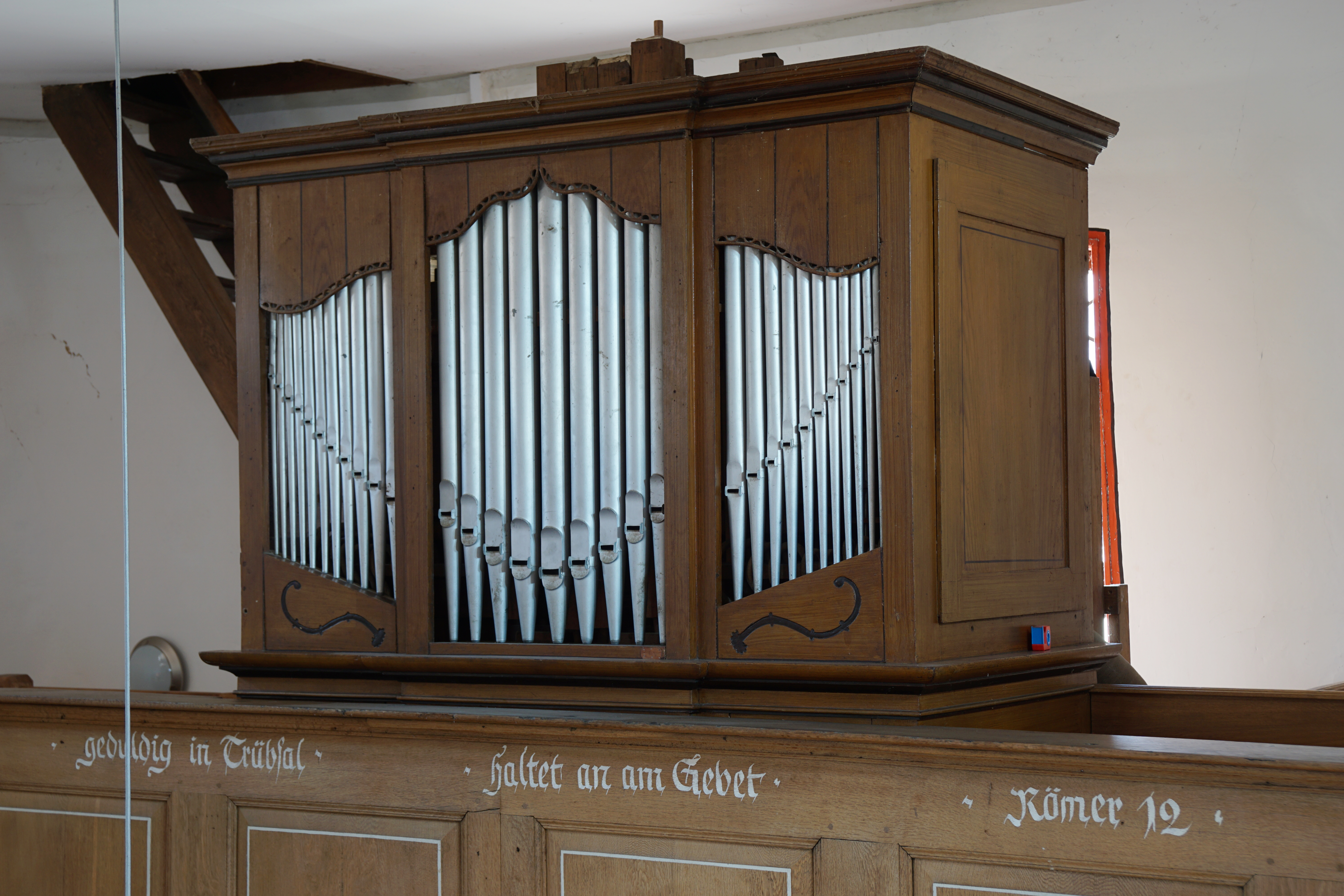
Dickel-Orgel von 1845

Ab 1906 begleitete ein Harmonium von Wilhelm Rudolph (Gießen) den Gemeindegesang. Es wurde 1929 durch ein Harmonium von Wilhelm Häcker aus Marburg ersetzt. Die heutige Orgel auf der Empore über dem Ostportal geht auf Peter Dickel zurück und ist sein erstes Orgelwerk. Er baute sie 1845 für die Bartholomäuskirche in Beltershausen. 1969 wurde sie nach Allna umgesetzt, als in Beltershausen ein neues Instrument von Gerald Woehl angeschafft wurde. Der querrechteckige Prospekt von Dickel ist im Stil des Biedermeier gestaltet und hat drei Pfeifenflachfelder mit geschwungenen Schleierbrettern. Die seitenspielige Orgel verfügt über sieben Register auf einem Manual und Pedal. Zwei Register sind vakant. Die Disposition lautet wie folgt:
| I Manual C–f3 |    |
| Gedackt       | 8′ |
| Flöte         | 8′ |
| Prinzipal     | 4′ |
| Gemshorn      | 4′ |
| Oktave        | 2′ |
| Mixtur III    | 1′ |

| Pedal C–f0 |    |
| Oktavbass  | 8′ |

- Koppel: I/P